# Stephen Nedoroscik
Stephen Nedoroscik, né le 28 octobre 1998 à Worcester, est un gymnaste artistique américain.

## Carrière
Stephen Nedoroscik est médaillé d'or au cheval d'arçons aux Championnats du monde de gymnastique artistique 2021 et médaillé de bronze au concours par équipe aux Jeux olympiques 2024, participant uniquement au cheval d’arçons.
A la rentrée 2024 il est candidat à la 33e saison de Dancing with the stars.